# بطة سوداء أمريكية
البطة السوداء الأمريكية تشبه البط البري في الحجم، وكذلك في تلوين الإناث، على الرغم من ريش البط الأسود هو أكثر قتامة. وذكر البطة السوداء والإناث عموما مماثلتان في المظهر، ولكن ذكر في مشروع القانون هو أصفر في حين أن الإناث خضراء مملة. الرأس هو أخف قليلا من البني الداكن، ولون ساقي البطة السوداء برتقالي وعيونه داكنة وأسفل جناحه أبيض على النقيض من أن الجسم باللون البني الداكن.